# Edith Soppe
 Edith Soppe  Nació el 10 de agosto de 1961 en una familia de estirpe ajedrecística, fue una importante jugadora de ajedrez argentina que obtuvo el título FIDE de Maestra Femenina International (1978). Ganó tres veces el Campeonato Argentino Individual Femenino, que es una categoría del Campeonato Argentino de Ajedrez.

## Biografía
Desde finales de los años 70 hasta principios de los 80, Edith Soppe fue una de las principales jugadoras de ajedrez argentinas. Tres veces seguidas ganó el Campeonato Argentino de Ajedrez Femenino: 1979, 1980 y 1981. En 1978, compartió el primer lugar con Berna Carrasco en el Torneo Zonal de Sudamérica de la FIDE y fue galardonada con el título de Maestra Femenina International (WIM). En 1979, en Río de Janeiro, Edith Soppe participó en el Torneo Interzonal y se ubicó en el puesto 15.
Edith Soppe jugó para Argentina en las Olimpiadas de Ajedrez Femenino:
- En 1976, en el segundo tablero de la 7ª Olimpiada de Ajedrez (mujeres) en Haifa (+3, = 3, -3),
- En 1978, en el primer tablero de la 8ª Olimpiada de Ajedrez (mujeres) en Buenos Aires (+6, = 1, -6),
- En 1980, en el primer tablero de la 9a Olimpiada de Ajedrez (mujeres) en La Valeta (+4, = 9, -0),
- En 1982, en el primer tablero de la 10a Olimpiada de Ajedrez (mujeres) en Lucerna (+6, = 4, -3).

Abandonó los torneos para dedicarse a su familia y tuvo dos hijos. También se destacó como maestra y líder. En la Escuela Luz y Fuerza formó una gran cantidad de jugadores de ajedrez (entre ellos dos campeones de Córdoba). Tuvo una destacada participación en la creación de la Asociación de Ajedrez de la Provincia de Córdoba (AACC).
Falleció tempranamente, a los 44 años, el 22 de noviembre de 2005.
Después de su muerte, desde 2012 en Córdoba los torneos de ajedrez jugaron en la memoria de Edith Soppe.